# 공주여자고등학교
공주여자고등학교(公州女子高等學校)는 대한민국 충청남도 공주시 금학동에 있는 공립 고등학교이다.

## 학교 연혁
- 1928년 2월 28일 : 공주공립고등여학교 4년제 설립인가
- 1928년 5월 1일 : 공주공립고등여학교 개교
- 1952년 4월 29일 : 3년제 공주여자고등학교로 개정 인가
- 1977년 9월 1일 : 여중·고 분리
- 2023년 3월 1일 : 제36대 김응현 교장 부임
- 2025년 1월 6일 : 제91회 졸업식(졸업생 총수 : 19,676명)
- 2025년 3월 4일 : 입학식(131명 입학)

## 참고 자료
- 공주여자고등학교 - 한국교육학술정보원 학교알리미